# Большаков, Константин Аристархович
Константи́н Ариста́рхович Большако́в (14 (26) мая 1895, Москва — 21 апреля 1938, расстрелян) — русский поэт и прозаик.

## Биография
Родился в 1895 году в Москве в семье аптекаря (по другим данным — управляющего) Старо-Екатерининской больницы (сейчас — Московский областной научно-исследовательский клинический институт имени М. Ф. Владимирского).
Стихи начал писать, когда ему было 14 или 15 лет. Примерно тогда же познакомился с русским поэтом Валерием Брюсовым. В 1911 году в Москве вышел сборник стихов и прозы К. Большакова «Мозаика», вызвавший сдержанный отзыв Н. Гумилёва. В книге явственно чувствовалось влияние Константина Бальмонта. Часто этот сборник считается первой книгой Большакова (еще гимназиста), но есть также точка зрения, согласно которой «Мозаика» принадлежит его однофамильцу.
В 1913 году, окончив 7-ю московскую гимназию, Константин Большаков поступил на юридический факультет Московского университета.
В 1914 году поэт бросил университет и поступил в Николаевское кавалерийское училище. Окончив его, корнет Большаков оказался в действующей армии. Во время военной службы, длившейся семь лет, поэт лишь иногда печатал свои произведения в некоторых газетах и поэтических сборниках. С 1918 года Большаков воевал в Красной Армии, в конце Гражданской войны был военным комендантом Севастополя.
После демобилизации в 1922 году Большаков оставил поэзию. В дальнейшем он периодически возвращался к литературной работе как прозаик, создав несколько повестей и романов. Среди них исторический роман «Бегство пленных, или История страданий и гибели поручика Тенгинского пехотного полка Михаила Лермонтова» (издан в 1929 году) и автобиографический роман «Маршал сто пятого дня», в котором воспроизведены некоторые эпизоды литературной жизни Большакова (издана только первая книга романа).
Он был неглуп, талантлив, иногда нечаянно делался простым и искренним, но с детства его пленил чей-то аристократизм: он начал его прививать себе, тянул слова, заикался и становился смешным. <…> Он был сыном аптекаря, но часто намекал на таинственность своего происхождения и в конце концов сам стал верить в то, что он сын какого-то великого князя.
Константин Большаков входил в Союз советских писателей.
15 (или 17) сентября 1936 года Большаков был арестован. Спустя полтора года, 21 апреля 1938 года, его вместе с группой писателей и поэтов (среди них был Борис Пильняк) расстреляли.
В 1956 году Большаков был реабилитирован. 10 декабря 1956 года его посмертно восстановили в Союзе писателей СССР.
В семейном некрополе на Введенском кладбище (6 уч.) поэту устроен кенотаф.

## Творчество

### Первый сборник
Первую книгу стихов и прозы «Мозаика» Константин Большаков издал в Москве в 1911 году. Ему тогда не было ещё и 16 лет. В книгу вошли юношеские литературные опыты автора, относящиеся к периоду 1904—1910 годов, когда Большаков учился в 7-й московской гимназии. Художественное оформление «Мозаики» осуществил известный график Дмитрий Моор.
Стихи первого сборника Большакова в значительной степени носили подражательный характер. В них явно чувствовалось влияние Константина Бальмонта. И всё же стихи начинающего поэта вызвали тёплый отклик взыскательного Николая Гумилёва. В шестом номере журнала «Аполлон» за 1911 год он писал:

### Футуризм
Не позже сентября 1913 года Большаков издал небольшую поэму «Le futur» (с иллюстрациями Михаила Ларионова и Натальи Гончаровой), которая была конфискована. В том же году в издательстве «Мезонин поэзии» был напечатан сборник стихов поэта «Сердце в перчатке» (название книги автор заимствовал у французского поэта Жюля Лафорга).
С 1914 года Большаков последовательно примыкал к большинству футуристических группировок, участвовал в их мероприятиях. Он печатался в журналах («Новый журнал для всех», «Новый сатирикон», «Мир женщины») и альманахах.
Большаков разрывался между эгофутуризмом и кубофутуризмом, но постепенно выбрал последнее. В 1913—1916 годах он регулярно печатался в различных кубофутуристических альманахах — «Дохлая луна», «Весеннее контрагентство муз», «Московские мастера», а также в изданиях «Центрифуги» («Пета», «Второй сборник Центрифуги»). Большаков стал заметной фигурой русского футуризма. В 1916 году вышло сразу три сборника поэта: «Поэма событий», «Королева мод» и «Солнце на излёте».

### Проза
В 1927 году Большаков издал два сборника повестей и рассказов о советской жизни, о событиях Гражданской войны, участником которой он был. Это «Судьба случайностей» и «Путь прокаженных». Последняя книга была издана «Московским товариществом писателей». В том же 1927 году московское издательство «Никитинские субботники» напечатало роман Большакова «Сгоночь».
В 1928 году в Москве начало выходить собрание сочинений Большакова (издание осталось незавершённым, вышли только второй, третий и четвёртый тома). К концу 1928 года писатель закончил исторический роман «Бегство пленных, или История страданий и гибели поручика Тенгинского пехотного полка Михаила Лермонтова». В начале 1929 года книга вышла в Харькове в издательстве «Пролетарий». Роман, получивший широкое признание читателей, неоднократно переиздавался ещё при жизни автора.
В течение нескольких следующих лет писатель работал над романом «Маршал сто пятого дня», в который включил некоторые автобиографические элементы. Большаков имел намерение выпустить роман в трёх книгах. Первая — «Построение фаланги» — была опубликована Гослитиздатом в 1936 году. Рукопись второй части романа была изъята при аресте писателя и пропала в подвалах Лубянки. К работе над третьей книгой Большаков не успел приступить.
В 1961 году, в пору «оттепели», вышла книга К. Большакова «Повести и рассказы». В 2008 году в издательстве «Совпадение» переиздана книга Константина Большакова «Маршал сто пятого дня. Часть 1. Построение фаланги».

## Семья
Жена (с 1934 года) — Анна Тимофеевна Векова (Большакова-Векова; 1899 — после 1956), первым браком была замужем за оперным певцом Н. Д. Вековым, в 1927 году вернулась из эмиграции в СССР, в 1931—1934 годах состояла в гражданском браке с драматургом М. Д. Вольпиным; арестована в марте 1938 года, провела 16 лет в лагерях и ссылках.

## Издания
- Мозаика, М. 1911
- Le futur. М. 1913
- Сердце в перчатке. М., «Мезонин поэзии», 1913
- Поэма событий. 1916
- Королева мод.1916
- Солнце на излете. М.: Мезонин поэзии, 1916
- Судьба случайностей. 1927
- Путь прокаженных. М., «Т-во писателей», 1927—230 с., 4 250 экз.
- Сгоночь. М.,"Никитинские субботники", 1927. — 316 с., 5 000 экз.
- Голый факт. М., изд. ЦК МОПР СССР, 1927. — 32 с., 15 000 экз.
- Бегство пленных. Харьков, «Пролетарий», 1929. 2-е изд. — 1930.
- Бегство пленных. М.: ГИХЛ, 1932
- Покорение Днепра. Москва. Федерация. 1931.
- Построение фаланги. Гослитиздат, 1936.
- Бегство пленных. — М., Художественная литература, 1991. — 336 с., 75 000 экз.- ISBN 5-280-01585-7